# Dexametason

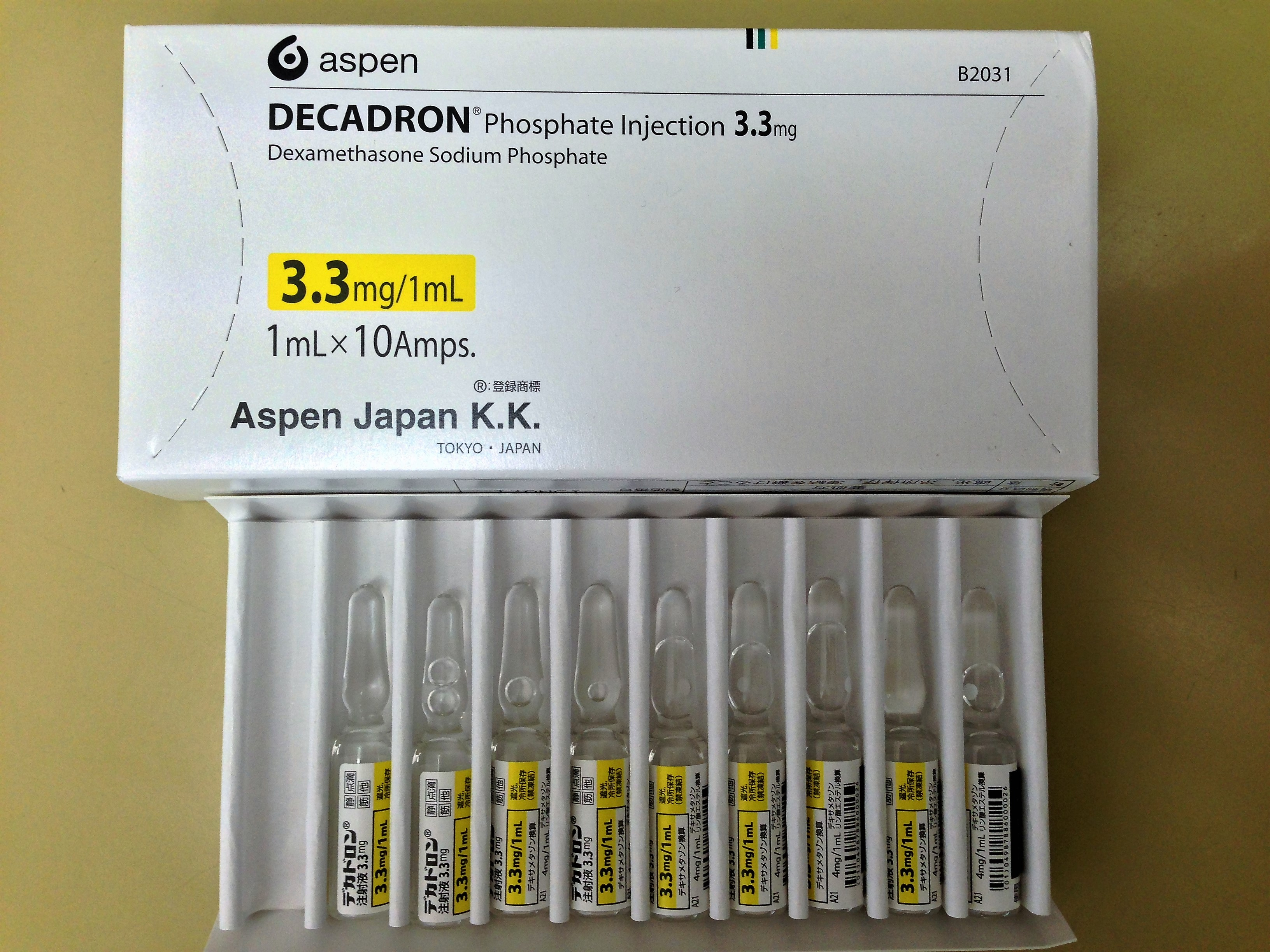
Ampuller med injektionsvätska innehållande dexametason
(Decadron i tablettform avregistrerades 2004–12–31)

Dexametason (rekommenderat svenskt namn (PhEur); INN dexamethasone sodium) är en syntetisk glukokortikoid som syntetiserades första gången 1957. Det beräknas vara drygt 50 gånger mer potent än människokroppens mest potenta glukokortikoid kortisol.

## Användning
- Ingår som verksam beståndsdel i flera slags droppar för behandling av ögoninfektioner hos såväl människa som andra djur.
- Dexametason används för att behandla autoimmuna sjukdomar och för att trycka ned immunförsvaret vid organtransplantationer.
- Vid bergsklättring till mycket höga höjder kan dexametason minska risken för lungödem.
- Dexametason används även för att upptäcka hyperkortisoism genom studium av kroppens känslighet för kortisol, det s.k. dexametasontestet (DST). Detta görs genom att dexametason injiceras intravenöst, varrefter halten av kortisol i blodet mäts omgående. Alternativt kan dexametason ges i tablettform, varefter sedan några timmar förflutit, blodprov tas för analys. Med denna metod kan hjärnans känslighet för kortisol bestämmas, eftersom det är hypofysen som reglerar utsöndringen av kortisol.
Vid positivt svar på DST kan kortisonbildande godartade tumörer i hypofysen, binjurebark eller lungor inte uteslutas, utan måste utredas ytterligare.
- Alltför stor användning av glukokortikoider kan leda till allvarliga komplikationer, som i värsta fall visar sig som Cushings syndrom.
    Vanliga komplikationer vid långvarig dexametasonanvändning är diabetes, bukfetma, benskörhet, asteni och benägenhet att lätt drabbas av infektioner. Även atrofi av binjurarna kan till slut inträffa.
- Dopningklassat och förbjudet som prestationshöjande medel i idrottsammanhang. Gäller även tävlingshästar.
- Brittiska forskare har i en större klinisk studie konstaterat att preparatet har effekt vid behandling av Covid-19 patienter. [1]

## Egenskaper
- Lättlöslig i etanol och kloroform
- Ångtryck 8,86･10-14 mmHg vid 25 °C
- Metaboliseras av levern med en halveringstid på 3 h ± 0,8 h. Utsöndras genom urinen.
- Medicinsk verkan kan ofta konstateras inom ett dygn efter administreringen, och verkan kan kvarstå upp till 3 dygn.

## Handelsnamn

### Enkelt verksamt ämne
- Afpred-Dexa
- Axidexa
- Betnesol
- Cortidexason
- Dexabene
- Dexabeta injekt
- Dexacortin
- Dexaflam injekt
- Dexafluid Augentropfen
- Dexafree
- Dexaloscon
- Fortecortin
- InfectoDexaKrupp
- Isopto-Dex
- Lipotalon
- Maxidex
- Mephameson
- Monodex
- Solupen
- Solutio Cordes Dexa
- Spersadex
- Totocortin
- Tuttozem

### Kombinationspreparat med flera verksamma ämnen
- Betneso
- Corti Biciron
- Cortidexason comp.
- Dexa Biciron
- Dexa-Gentamicin
- Dexagent
- Dexalocal
- Dexasalyl
- Dispadex
- Doxyproct
- Frakidex
- Isopto-Max
- Maxitrol
- Multodrin
- Nystalocal
- Otobacid
- Pigmanorm
- Polydexa
- Rheumesser
- Sebo-Psor
- Sofradex
- Spersadex comp.
- Supertendin
- Terracortril
- Tobradex
- Uromont

Efterhand som patenten gått ut har det uppstått en mängd billigare kopior för bägge ovanstående grupper (generiska läkemedel).